# Крали, Туллио
Туллио Крали (итал. Tullio Crali; 6 декабря 1910, Игало (ныне Черногория) — 5 августа 2000, Генуя) — итальянский художник-футурист, один из основоположников аэроживописи.

## Жизнь и творчество
Принадлежал к национальному меньшинству — далматинским итальянцам. Художник-самоучка, Т.Крали относится к наиболее крупным представителям Secondo Futurismo, второй волны футуризма. Начинает рисовать в 1925 году под влиянием полотен Джакомо Балла, Умберто Боччони и Энрико Прамполини. В 1928 году, после своего первого полёта на самолёте, тема авиаполёта, Aeropittura, становится центральной в творчестве художника. В 1929 году Крали официально входит в группу художников-футуристов.
Уже свою первию серию «авиаполотен» Крали создаёт в полном соответствии с вышедшим в 1915 году манифестом «Футуристическая реконструкция Вселенной». Его работы выполнены в изогнуто-геометрической динамике, место наблюдателя — за пределами самолёта, он присутствует при полёте воздушной машины. В 1931 году происходит личное знакомство Т.Крали с Филиппо Томмазо Маринетти, когда последний издаёт свой «Манифест авиаживописи», в котором Маринетти воспевает поэзию и красоту полёта.
В конце 30-х — начале 40-х годов Т.Крали работает в стиле Aeropittura, но уже в значительной мере как бы обозревая происходящее в воздухе и на земле из кресла лётчика. В годы войны он, как и многие итальянские футуристы, прославляет своими картинами действия итальянских ВВС, сглаживает ужасы боевых действий, работает (вместе с фашистской пропагандой) на героику войны.
После окончания Второй мировой войны художник не изменяет футуризму, работает в Турине, Париже и, наконец, в Каире, где преподаёт в Итальянской школе искусств и разрабатывает своё, отдельное течение в футуризме — сасентези. С 1966 года мастер работает при Музее футуризма в Милане.

## Список картин Туллио Крали
- Le forze della curva, 1930
- Acrobazie in cielo - 1930
- Bombardamento notturno - 1931
- Ali Tricolori - 1932
- In decollo - 1932
- Ballelica - 1932
- Rivoluzione di Mondi - 1934
- Bombardamento Urbano - 1935
- Battaglia aerea I - 1936
- Aerocaccia II - 1936
- Volo Agitato - 1938
- Bombardamento di una fabbrica - 1938
- Architectura - 1939
- Incuneandosi nell'abitato - 1939
- Prima che si apra il paracadute - 1939
- Assalto di motori - 1968
- Macchine in cielo - 1980
- Kamikaze - 1980
- Le Frecce Tricolori - 1987
- Monoplano Jonathan - 1988